# Jannis Sakellariou
Jannis Sakellariou (ur. 12 listopada 1939 w Atenach, zm. 23 października 2019 w Brukseli) – niemiecki polityk greckiego pochodzenia, poseł do Parlamentu Europejskiego II, III, IV i V kadencji (1984–2004).

## Życiorys
Ukończył szkołę średnią w Atenach. Studiował elektrotechnikę, wyemigrował do Niemiec, ukończył studia ekonomiczne na Uniwersytecie Technicznym w Monachium. W latach 1966–1975 pracował jako inżynier w bawarskich koncernach (m.in. w Siemens AG) i dla Towarzystwa Maxa Plancka. Później do 1984 pełnił funkcję dyrektora na Uniwersytecie Bundeswehry.
W 1970 został członkiem Socjaldemokratycznej Partii Niemiec. Był członkiem władz tego ugrupowania i jego młodzieżówki na różnych szczeblach w Bawarii. W 1972 wstąpił do związku zawodowego ÖTV.
W 1984 z listy SPD po raz pierwszy uzyskał mandat deputowanego do Parlamentu Europejskiego. W wyborach w 1989, 1994 i 1999 z powodzeniem ubiegał się o reelekcję. Był m.in. członkiem grupy socjalistycznej, pracował głównie w Komisji Spraw Zagranicznych, Praw Człowieka, Wspólnego Bezpieczeństwa i Polityki Obronnej. W PE zasiadał nieprzerwanie przez 20 lat.